# Rui Gonçalves Pereira
Rui Gonçalves Pereira (1170 -?) foi um Rico-homem do Reino de Portugal, tendo sido Senhor da Quinta de Pereira e da honra do mesmo nome de onde veio a retirar para seu apelido Pereira.
Corria o ano de 1177, ainda bastante novo, fez uma confirmação de carta de couto que tinha sido feita por seu pai ao Mosteiro de Santa Maria de Landim, situado na freguesia de Landim, Vila Nova de Famalicão.
Foi autor de um célebre crime passional. Ao regressar ao Castelo de Lanhoso, onde era alcaide, soube que sua esposa Inês Sanches mantinha caso extraconjugal um frade do mosteiro de Bouro, mandou fechar as portas da Alcaçova e a incendiou matando a esposa, o amante e todas as pessoas que ali estavam, dizem que até as bestas e animais domésticos morreram no incêndio. 
É tetra avo de Nuno Álvares Pereira, o Condestável de D. João I

## Relações familiares
Foi filho de D. Gonçalo Rodrigues da Palmeira (1130 - 1177) e de D. Froilhe Afonso de Celanova (1145 ?). Foi casado por duas vezes, do primeiro casamento com Inês Sanches não teve descendência. Do segundo casamento, com Sancha Henriques de Portocarreiro, filha de Henrique Fernandes Magro e de Ouroana Reimão de Portocarreiro, de quem teve:
1. D. Pedro Rodrigues Pereira (1220 -?)[2][3][4]. casou por duas vezes, a primeira com Estevainha Rodrigues Teixeira e a segunda com Maria Pires Gravel.
2. D. Maria (ou Mécia) Rodrigues Pereira casou com Gomes Peixoto.
3. D. Froile Rodrigues de Pereira casou com D. Pedro Pires de Portel ou D. Pedro Fernandes de Portugal.
4. Gonçalo Rodrigues de Pereira[5].